# Frenna
Francis Edusei (Den Haag, 17 november 1991), artiestennaam Frenna, is een Nederlands rapper en zanger. Hij was lid van de rapformatie SFB en brengt daarnaast werk uit als solo-artiest en samen met anderen. Hij is een van de rappers die dankzij het album New wave (2015) werd bekroond met de Popprijs tijdens Noorderslag.

## Biografie
Edusei is van Ghanese afkomst en is geboren en getogen in Den Haag. De rap was voor hem eerst een hobby. Samen met drie vrienden, nu beter bekend als Strictly Family Business (SFB), deden ze dit bijvoorbeeld freestylend in de auto. Nadat ze Zieknieh opvoerden tijdens de verjaardag van Rabby Racks – toen een vriend, nu hun manager – kwam de opname onbedoeld op het internet terecht. Het werd een impuls om door te gaan in de rapmuziek. Als debuutsingle kwam vervolgens Flexen uit. Het werd een clubhit en werd bijna een miljoen keer bekeken op YouTube.
Ondanks zijn aanvankelijke aarzeling om de muziek in te gaan, pakte Frenna het vervolgens op als een serieus vak; de studio is sindsdien een tweede thuis. De aanzet in de tracks die ze met z'n vieren in studio maken, komt steevast uit freestylen voort. Doordat dit uit het hoofd gebeurt, voorkomen ze dat hun raps als voorgelezen werk klinken. Om die reden is ook het refrein altijd freestyle tot stand gekomen.
Sindsdien is het snel gegaan met SFB en treden ze op in het hele land en in Suriname en Spanje. Daarnaast wordt Frenna gevraagd mee te werken aan liedjes van artiesten die hij kort ervoor nog bewonderde als fan. Een ervan is bijvoorbeeld Ronnie Flex. Aan het begin van 2015 werkte hij mee aan de sessies van Top Notch op Schiermonnikoog waar het album New wave uit voortgekomen is. Als collectief werd New Wave dat jaar bekroond met de Popprijs tijdens Noorderslag. SFB werkte mee aan drie nummers die tweemaal platina en eenmaal goud behaalden. Zijn solo-nummer Langste sms was eveneens goed voor goud.
Verder was hij gast op singles van artiesten als Broederliefde, SBMG, Lijpe en Monica Geuze en was hij een van de artiesten die meewerkte aan het album Retro van producer Reverse. Met Twocrooks verscheen het nummer Meisjes blijven meisjes (2015); hieraan werkte Ronnie Flex mee als gastartiest. Ondertussen blijven hij en de andere drie leden van SFB samenwerken. Hun albums Reset the levels - Boulevard (2015) en Lituatie (2016) bereikten respectievelijk nummer 13 en 2 van de Album Top 100. In november 2016 kwam zijn album Geen oog dichtgedaan binnen op nummer 4 van de Top 100. Op dat moment staan er ook elf singles in de Single Top 100 waaraan hij heeft meegewerkt.
De ondernemer in Frenna zat ook niet stil. Zo lanceerde hij Meisjes Blijven Meisjes; een vrouwvriendelijk nachtevenement met urban deejays en liveoptredens. In 2015 vond de eerste editie van ‘Meisjes Blijven Meisjes’ plaats in Rotterdam. Het evenement bleek zo ontzettend succesvol dat er daarna vele, eveneens geslaagde, edities in  rap tempo volgden. Inmiddels is ‘Meisjes Blijven Meisjes’ een vast begrip in de Nederlandse uitgaansscene. Met succesvolle edities in, Maassilo in Rotterdam, Bloemendaal aan Zee, een sold-out editie in AFAS Live Amsterdam met 6000 bezoekers tijdens Amsterdam Dance Event 2019, en zelfs edities op de Antillen.
In 2016/17 zat Frenna tweeënhalve maand vast in Suriname, samen met de SFB-leden KM en Priceless, wegens seks met een minderjarige en het verspreiden van beelden daarvan. Hij werd schuldig bevonden door de Surinaamse rechtbank en veroordeeld tot de tijd die hij in voorarrest had doorgebracht.
In november 2017 bracht Frenna in samenwerking met rapper Boef een remix uit van het veelbesproken nummer Op me monnie van zangeres Famke Louise. De remix behaalde de tweede plaats in de Nederlandse Single Top 100 en bleef hier 11 weken in staan, dit is één plek hoger en één week langer dan de originele single wist te bereiken. De remix behaalde een gouden plaat.
Daaropvolgend lanceerde Frenna 777, wat een platenlabel is met acts als Philly Moré, SXTEEN, Diquenza, Delany, & YXNG LE. 777 heeft ook een kledinglijn genaamd 'Siebenwear' met T-shirts, hoodies, truien en caps.  Siebenwear is in 2020 een samenwerking aangegaan met het Rotterdamse merk Clan de Banlieue. Daarnaast is 777 ook een innovatieve en duurzame festivalorganisator, die de verschillende culturen in de muziek wil combineren en recent een uitverkochte zomereditie organiseerde met 7000 aanwezigen in 2019.
In het najaar van 2018 was Frenna als deelnemer te zien in het programma Het Jachtseizoen van StukTV waarin hij wist te ontsnappen.
In juni 2019 won Frenna 3 FunX Music Awards in de categorieën: Best singer, Best album en Best collabo. Vervolgens werd Frenna met 325 miljoen streams in 2019, de meest gestreamde artiest op Spotify in Nederland.
Zijn streaming succes werd in juli 2020 bevestigd, toen hij een unieke award uitgereikt kreeg voor de 1 miljard streams die de bekende Haagse zanger en rapper in het totaal heeft behaald.

## Privé
Op 17 februari 2021 werd Frenna voor het eerst vader, van een dochter.

## Prijzen
| Jaar | Prijs            | Categorie        | Resultaat | Opmerkingen |
| ---- | ---------------- | ---------------- | --------- | ----------- |
| 2019 | FunX Music Award | Best singer      | Gewonnen  |             |
| 2019 | FunX Music Award | Best album       | Gewonnen  |             |
| 2019 | FunX Music Award | Best collabo     | Gewonnen  |             |
| 2019 | Edison Popprijs  | Best Hiphopalbum | Gewonnen  |             |